# María (EP)
Pour les articles homonymes, voir Maria.
Singles de Hwasa
Twit
(2019)
Singles
María est le premier album solo de Hwasa, un EP de six titres sorti en juin 2020.
Tout en ayant connu le succès avec son groupe Mamamoo, Hwasa a lancé sa carrière solo en parallèle de son rôle de chanteuse, danseuse de son girl group avec son premier single Twit, après le retour de Mamamoo en 2019. L'année suivante, son agence la Rainbow Bridge World annonce le premier album solo de Hwasa. Le 29 juin 2020, Le clip de María, éponyme de l'album, est postée sur la chaine YouTube de Mamamoo. Le 16 juillet le clip du second single LMM est publié, toujours sur la chaine de Mamamoo.

## Titres
1. Intro : Nobody Else, écrit par Park Woosang.
2. María, écrit par Hwasa et Park Woosang.
3. Kidding, écrit par Kim eana et Zico.
4. Why, écrit par Hwasa.
5. I'm bad too (feat. DPR Live), écrit par Hwasa et DPR Live.
6. LMM, écrit par Hwasa et Park Woosang.

## Dates Clés
- Le 15 juin 2020, le 1er EP de Hwasa est annoncé au public pour juin 2020.
- Le 23 juin 2020, le premier teaser du clip María est posté sur la chaine officiel de Mamamoo, le second trois jours plus tard.
- Le 29 juin 2020, le titre María, ainsi que l'EP, sont publiés[2] sur les différentes plateformes de streaming.
- Le 16 juillet 2020, le clip de LMM est publié.
- Le 15 novembre 2020, le clip vidéo de María atteint 100 Millions de vues.
- À partir d'août 2020, le disque  commence a remporter des prix et récompenses.
- Le 28 juillet 2021, le clip vidéo de María atteint 200 Millions de vues.

## Nominations et distinctions
Le titre María a obtenu la certification "disque de diamant" en Corée et "disque de platine" au japon ainsi que disque d'or dans de nombreux pays.
| Critic/Publication | List                                                              | Song  | Rank | Ref. |
| ------------------ | ----------------------------------------------------------------- | ----- | ---- | ---- |
| Billboard          | The Songs and Albums That Defined K-Pop's Monumental Year in 2020 | María | N/A  |      |

### Emissions musicales
| Chanson | Programme      | Date            | Ref. |
| María   | Inkigayo (SBS) | 26 juillet 2020 |      |
| ------- | -------------- | --------------- | ---- |

| Chanson | Programme      | Date        | Ref. |
| María   | Inkigayo (SBS) | 2 août 2020 |      |
| ------- | -------------- | ----------- | ---- |

| Chanson | Programme      | Date        | Ref. |
| María   | Inkigayo (SBS) | 9 aout 2020 |      |
| ------- | -------------- | ----------- | ---- |

| Chanson | Programme        | Date        | Ref. |
| María   | Music Bank (KBS) | 7 août 2020 |      |
| ------- | ---------------- | ----------- | ---- |

| Chanson | Programme        | Date         | Ref. |
| María   | Music Bank (KBS) | 21 août 2020 |      |
| ------- | ---------------- | ------------ | ---- |

## Position dans les classements
| Chart (2020)                           | Pique dans les positions |
| -------------------------------------- | ------------------------ |
| South Korean Albums (Gaon)             | 5                        |
| US Top Current Album Sales (Billboard) | 81                       |
| BillboardWorld                         | 7                        |